# 1503
1503 (MDIII) je bilo navadno leto, ki se je po julijanskem koledarju začelo na nedeljo.

## Dogodki
- 1. januar

## Rojstva
- 24. marec - Ferdinand I., cesar Svetega rimskega cesarstva († 1564)
- 12. avgust - Kristijan III., kralj Danske in Norveške († 1559)
- 14. oktober - Nostradamus, francoski zdravnik, astrolog, jasnovidec († 1566)

## Smrti
- 18. avgust - papež Aleksander VI., (* 1431)
- 18. oktober - papež Pij III., (* 1439)

Neznan datum
- Nur Devlet - drugi kan Krimskega kanata (* ni znano)